# 吉克朗
吉克朗（法語：Guiclan，法語發音：[ɡiklɑ̃]）是法国菲尼斯泰尔省的一个市镇，属于莫尔莱区。

## 地理
吉克朗（48°33'0"N, 3°57'43"W）面积42.64 平方千米，位于法国布列塔尼大區菲尼斯泰尔省，该省份为法国最西部的省份，位于布列塔尼半岛西部，北西南三面环大西洋，东临阿摩尔滨海省和莫尔比昂省。
与吉克朗接壤的市镇（或旧市镇、城区）包括：吉米利欧、朗波勒吉米利欧、朗迪维肖、普卢埃南、普卢沃恩、圣泰戈内克-洛克埃吉内尔、托莱。

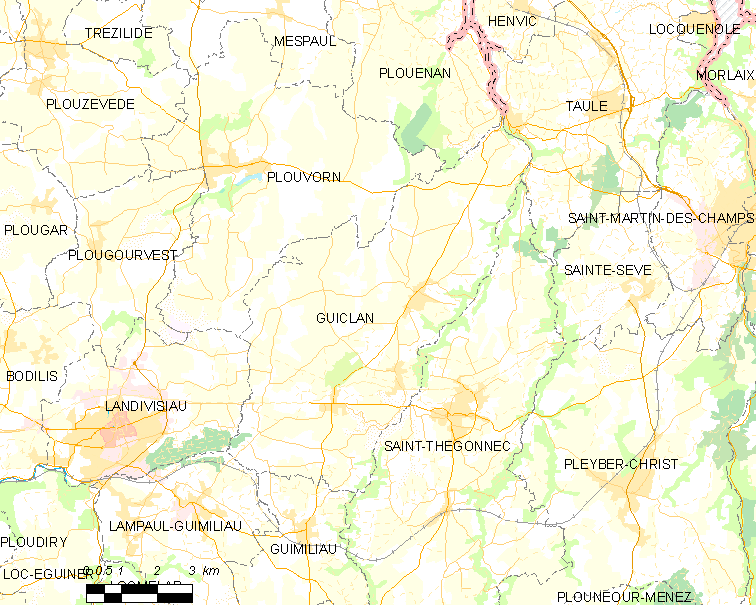
吉克朗的OSM定位图

吉克朗的时区为UTC+01:00、UTC+02:00（夏令时）。

## 行政
吉克朗的邮政编码为29410，INSEE市镇编码为29068。

## 政治
吉克朗所属的省级选区为朗迪维肖县。

## 人口

1962-2008年间吉克朗人口变化图示

吉克朗于2022年1月1日时的人口数量为2564人。